# Homaspis analis
Homaspis analis är en stekelart som först beskrevs av Holmgren 1857.  Homaspis analis ingår i släktet Homaspis och familjen brokparasitsteklar. Inga underarter finns listade i Catalogue of Life.